# سکس با استالین
سکس با استالین یک بازی ویدیویی دوست‌یابی کمدی-مضحک محصول سال ۲۰۲۰ است که توسط گئورگی کوختنکوف، که با نام "Boobs Dev" نیز شناخته می‌شود، ساخته شده‌است. در سکس با استالین، شخصیت بازیکن، یک روس در دوران معاصر، به گذشته سفر کرده و چندین مکالمه جنسی با رهبر شوروی سابق ژوزف استالین دارد. این بازی علاوه بر تقلید شبیه‌سازهای دوست‌یابی، به عنوان نقد جامعه مدرن روسیه نیز عمل می‌کند. این بازی نقدهای مختلطی را دریافت کرد.

## روند بازی
بازی در روسیه امروزی آغاز می‌شود؛ جایی که قهرمان داستان از وضعیت اقتصاد و آموزش در کشور شکایت دارد. پس از لاف زدن در مورد داشتن رابطه جنسی با همسر همسایه خود، قهرمان داستان وارد ماشین زمان می‌شود و به دفتر جوزف استالین در اواسط دهه ۱۹۴۰ روسیه منتقل می‌شود و با استالین ملاقات می‌کند. بازی طی چندین مکالمه با استالین اتفاق می‌افتد؛ جایی که بازیکن می‌تواند چندین چیز را با او مورد بحث قرار دهد، از جمله این که نظر او را در مورد مسائل ژئوپلیتیک بپرسد و همچنین می‌تواند با او درگیر فعالیت‌های جنسی شود.
سکس با استالین ۲۵ پایان مختلف دارد که شامل متقاعد کردن استالین در مورد فواید یوگا که باعث می‌شود او تا ۱۰۲ سالگی زنده بماند، علاقه‌مند کردن استالین به انیمه که باعث می‌شود تا منابع اتحاد جماهیر شوروی را صرف ساخت فرنچایز سیلور مون کند یا اینکه استالین از قفسه سینه بازیکن به یک زنومورف شبیه به بیگانه خارج شود است.

## بازخورد
سکس با استالین نظرات متفاوتی دریافت کرد. ریچ سانتسون از پی‌سی گیمر نقد مثبتی از بازی ارائه کرد و آن را «بهتر از آنچه انتظار داشتم» و «کار عاشقانه» خواند و همچنین فضای آن را تحسین کرد. هونزا سرپ از خبرگزاری چکی iDNEZ.cz در مورد بازی صحبت‌های مثبتی کرد و اعلام کرد که «اگر طنز سیاه را دوست دارید و انگلیسی صحبت می‌کنید»، این بازی برایتان لذت بخش خواهد بود و خرابکاری آن را ستایش کرد. وی همچنین این بازی را بهتر از بازی ویدئویی استالین در مقابل مریخی‌ها در سال ۲۰۰۹ دانست. نیت کریستینسن از فارین پالیسی نقدی منفی از این بازی ارائه کرد و آن را «به‌طور شگفت‌انگیز کسل‌کننده» خواند و اعلام کرد که «هیچ لحظه از آن شهوانی نیست». اشلی بردان از مجله ام‌ئی‌ال، نقدهایی را که این بازی در استیم دریافت کرد، تجزیه و تحلیل کرد و دریافت که استقبال کاربران از آن بیشتر مثبت بوده‌است. وی همچنین استدلال کرد که بیشترین بخش از نقدهای منفی از سوی بازیکنانی بود که از اینکه بازی به‌جای تمرکز بر رابطه جنسی با استالین عمدتاً حول گفتگو با او می‌چرخد ناامید شده بودند.
این بازی با استقبال منفی کمونیست‌های روسی مواجه شد. ماکسیم سورایکین، رهبر حزب کمونیست‌های روسیه، خواستار ممنوعیت این بازی و دستگیری توسعه دهندگان آن شد. حزب کمونیست میانه‌رو فدراسیون روسیه خواستار بررسی آن به دلیل محتوای بالقوه قانون‌شکن شد. اولگا آلیموا عضو دومای دولتی اعلام کرد که توسعه دهندگان بازی «از لحاظ بالینی دیوانه هستند» و اظهار داشت که آنها باید به‌دنبال مشاوره پزشکی باشند.